# (1979) Сахаров
(1979) Сахаров — астероид из главного пояса. Назван в честь выдающегося физика, общественного деятеля и правозащитника XX века Андрея Дмитриевича Сахарова. Имеет небольшой эксцентриситет. Открыт в 1960 году совместно тремя учеными: К. Й. ван Хаутен и И. ван Хаутен-Груневельд обнаружили астероид на фотопластинках, полученных Т. Герельсом.

## Орбита
Архивная копия от 22 июля 2021 на Wayback Machine